# Boulancourt
Boulancourt ist eine französische Gemeinde mit 341 Einwohnern (Stand: 1. Januar 2022) im Département Seine-et-Marne in der Region Île-de-France. Sie gehört zum Arrondissement Fontainebleau und zum Kanton Fontainebleau.

## Geographie
Die Gemeinde liegt im Regionalen Naturpark Gâtinais français. Das Dorf liegt an der Essonne, einem Nebenfluss der Seine. Die Essonne bildet auf einer Länge von 68 Metern die Grenze der Gemeinde und des Départements. 

### Nachbargemeinden
| Le Malesherbois mit Malesherbes | Buthiers |                 |
|                                 | Kompass  | Rumont, Fromont |
| Augerville-la-Rivière           | Orville  |                 |

## Bevölkerungsentwicklung
| Jahr      | 1962 | 1968 | 1975 | 1982 | 1990 | 1999 | 2007 | 2019 |
| Einwohner | 127  | 132  | 165  | 218  | 287  | 325  | 353  | 335  |

## Sehenswürdigkeiten
- Kirche Saint-Denis
- Waschhaus, erbaut 1905

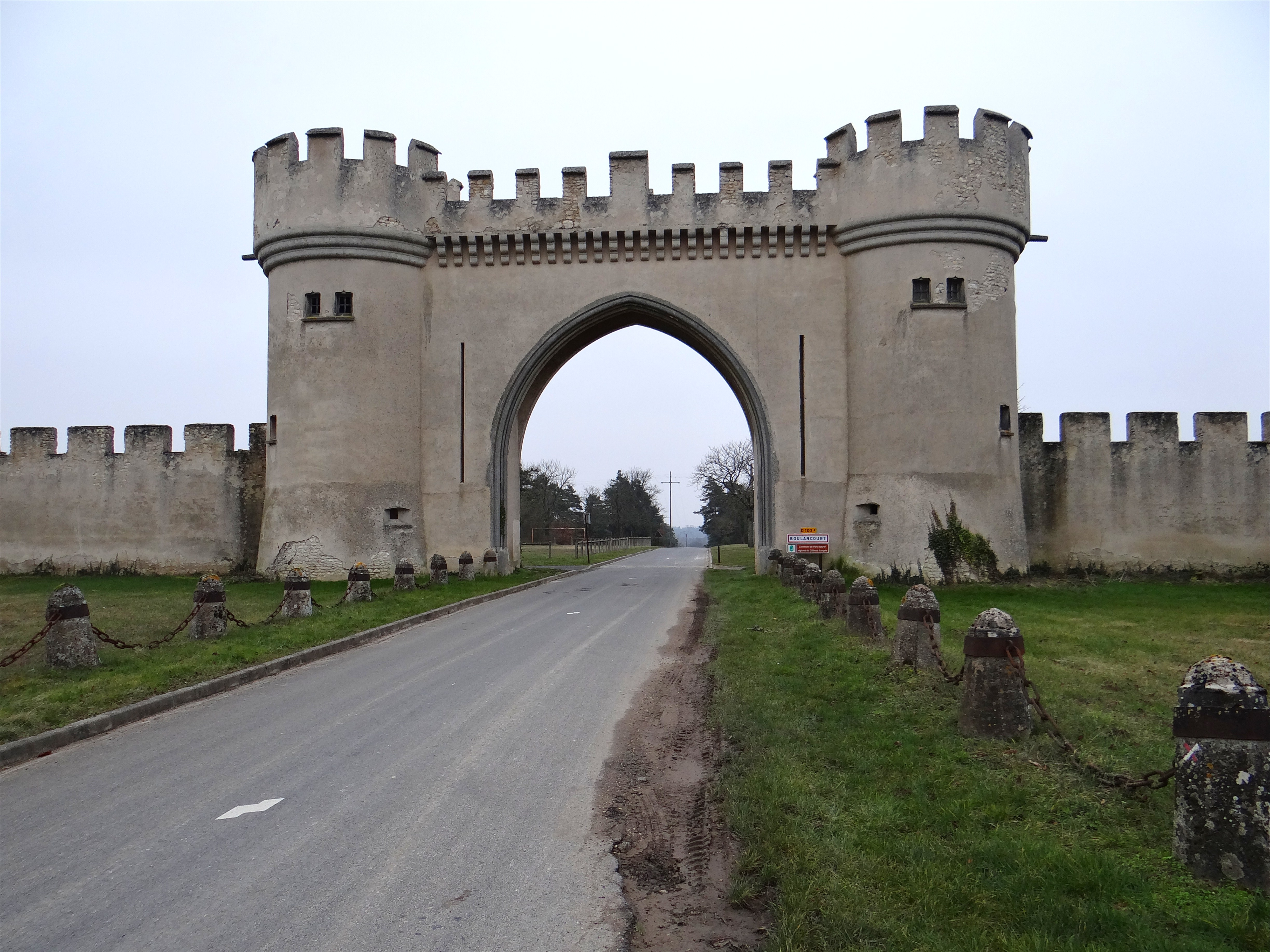
Boulancourt
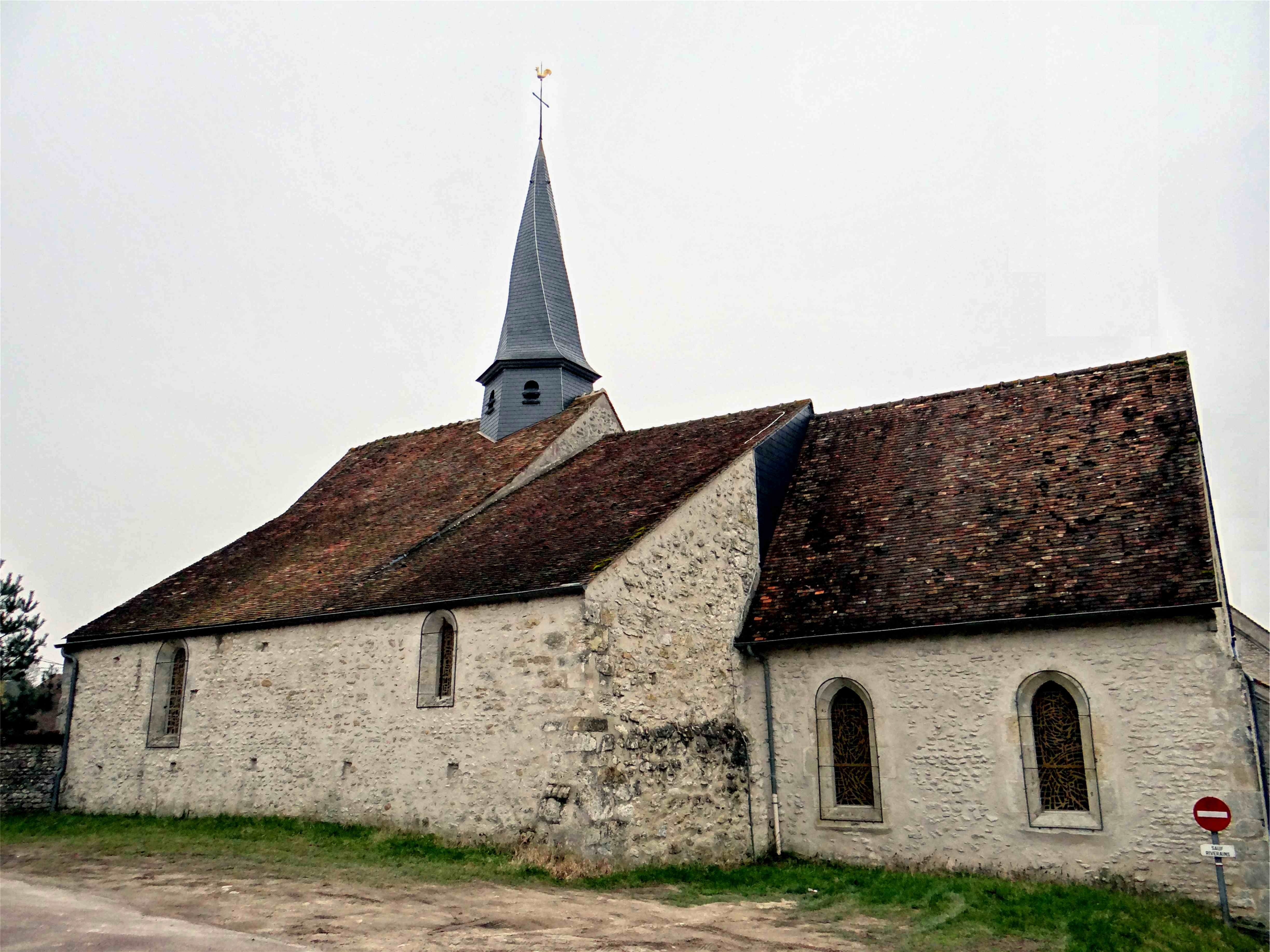
Kirche Saint-Denis
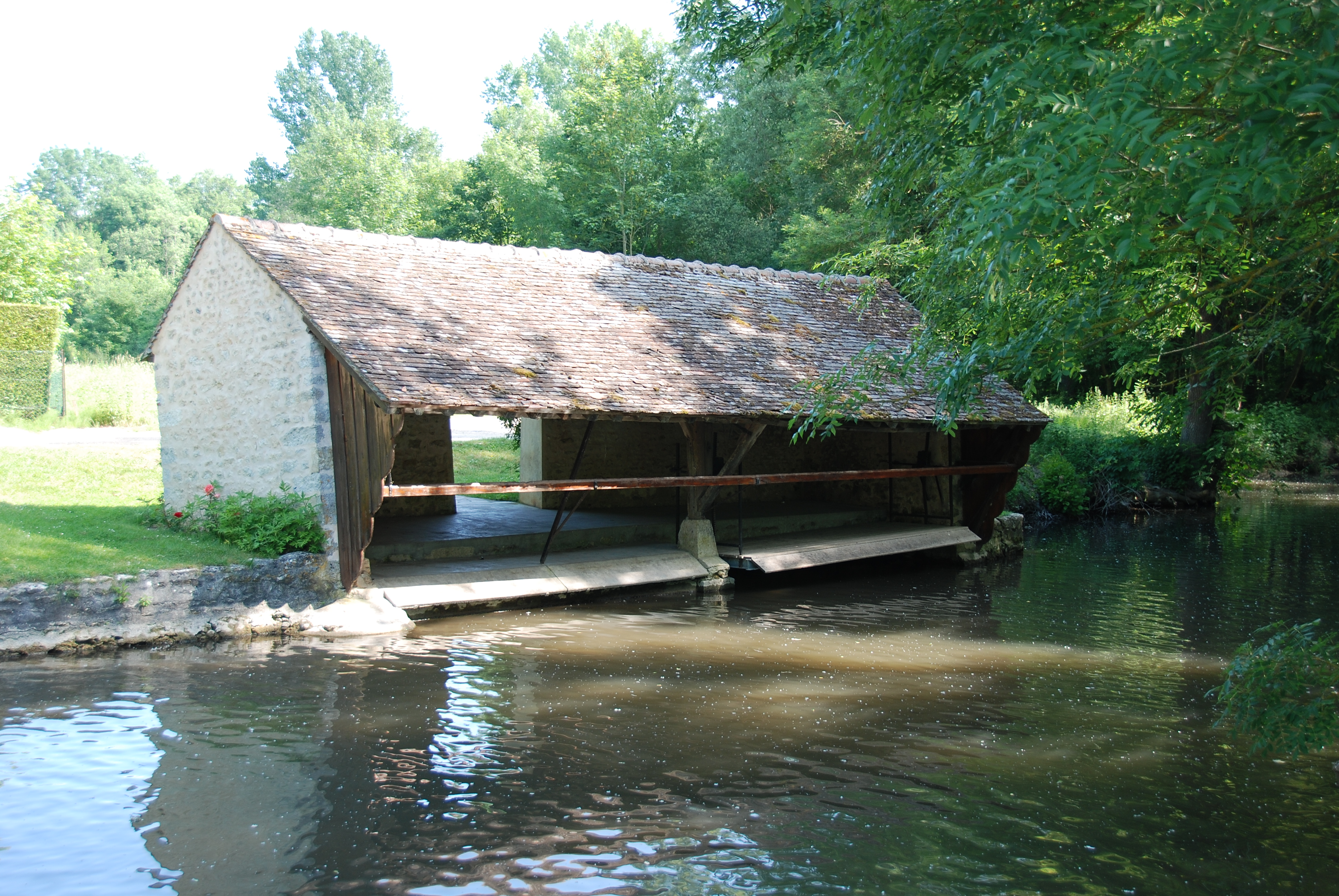
Lavoir (Waschhaus)
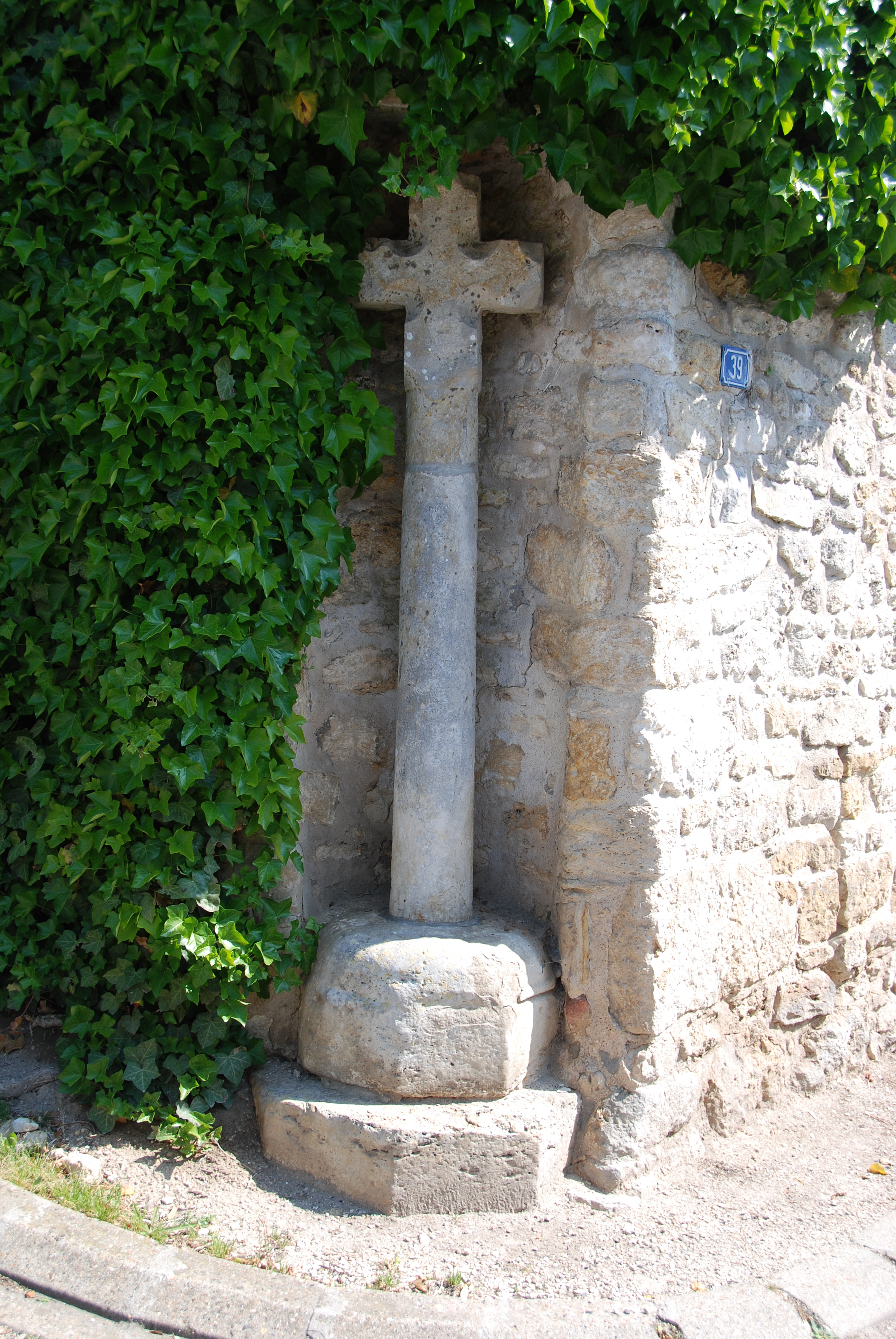
Kreuz